# Institut Alfred-Fournier
Pour les articles homonymes, voir Fournier.
L'Institut Alfred-Fournier est une organisation privée d'utilité publique sise à Paris spécialisée dans le dépistage et la prise en charge des maladies infectieuses sexuellement transmissibles.

## Histoire
L'institut fondé en 1923 est nommé en mémoire du dermato-vénérologiste Jean-Alfred Fournier. Il est reconnu d'utilité publique en 1934.
En 2023, compte près de 130 collaborateurs répartis sur deux centres de santé parisiens : l'un boulevard Saint Jacques (75014), l'autre rue Pétion (75011). Il accueille chaque année environ 140 000 personnes en consultations. Il reste spécialisé dans le dépistage et la prise en charge des IST en constituant un pôle d'excellence en santé sexuelle et infectiologie, élargi aux maladies tropicales et vaccinations,,.